# Saint-Vincent-du-Lorouër
Saint-Vincent-du-Lorouër is een gemeente in het Franse departement Sarthe (regio Pays de la Loire) en telt 887 inwoners (2004). De plaats maakt deel uit van het arrondissement La Flèche.

## Geografie
De oppervlakte van Saint-Vincent-du-Lorouër bedraagt 26,8 km², de bevolkingsdichtheid is 33,1 inwoners per km².
De onderstaande kaart toont de ligging van Saint-Vincent-du-Lorouër met de belangrijkste infrastructuur en aangrenzende gemeenten.

## Demografie
Onderstaande figuur toont het verloop van het inwonertal (bron: INSEE-tellingen).